# 憲法
憲法（）とは、国家の統治権や統治作用に関する根本的な原則を定める基礎法であり、国家の自己決定権の根拠となる法体系である。
法源の一つであり、公法に分類される。
ある国が人民や外国政府等に対して権限を行使する場合の基本原則を示し、この原則が国民の福祉のための課税や歳出の権限などを政府に付与している。また、憲法は十分な理由のない逮捕の禁止や非公開裁判の禁止などの国家権力を制限する機能も持っている。憲法を成文化していない国民国家でも、国民のコンセンサスを得た強制力のある規則で構成される普通法や土地の法律などの慣習法・風習・成文法・判例、または国際規則や国際規範が存在するといえる。
1215年にイギリスで制定された「マグナ・カルタ」が源流で、1789年のフランスで制定された「人間と市民の権利の宣言」では人権と国民主権が宣言され、アメリカ独立戦争以降、国民が憲法で国家権力を制限するものと捉えられる。国家の政治的統一体の構造や組織そのものを指す場合もあり（事実的意味の憲法）、このほか憲法は多義的な概念としても論じられる。

## 概説
憲法には国家における統治機構や統治者や為政者、国民の義務や権利に加え、前文に「国」の成り立ちや政府樹立の目的、さらには「神」について記載されることもある。
国家の基本法としての現在のような日本語の「憲法」という語彙は、ドイツ語のVerfassungやフランス語及び英語のconstitutionの訳語のうち、1873年（明治6年）頃から使われるようになったものである。604年に制定された十七条憲法の題名にも「憲法」という文字列が含まれるが、これは「おきて」や「のり」一般を意味するもので、本稿で説明する意味では用いられていない。
この「憲法」はふつう文字の表現のとおり法的概念として用いられる。本来のドイツ語のVerfassungや英語のconstitutionという単語は、法的概念としての意味だけではなく、国家の政治的統一体の構造や組織そのもの、事実上の国家体制、国家における実力関係や政治的状態などを意味する場合も多い。このような事実的意味として国家の政治的統一体として形成された国家の構造や組織（国家の具体的な存在状態や時々における政治状態）を指す場合（事実的意味の憲法）は、事実状態そのものであるから、法的意味の憲法と混同すべきでないとされる。特に法的意味の憲法を指す場合には、ドイツ語ではVerfassungsgesetz、英語ではconstitutional lawと表現される。これらは日本語では「憲法律」と訳すことがある。
事実的意味の憲法として、日本語では「国家構造」や「国制」を用いることがある。ウォルター・バジョットのThe English Constitution（1867年）は日本語では『英国の国家構造』と翻訳されている。特に歴史学者は「国制」を用いており、Verfassungsgeschichteやconstitutional historyは「国制史」という場合が多い。
ヘルマン・ヘラー（Hermann Heller）は『国家学』でVerfassungを、1.事実上のもの（国家の政治的存在状態の構造）、2.規範づけられたもの（法的規範もしくは習俗・道徳・宗教によって規律されるもの）、3.成文化されたもの（文書の形式で記録されたもの）の3つに大別している。2の意味には法的規範によって規律されるもののほか習俗・道徳・宗教によって規律されるものも含まれる。
カール・シュミット（Carl Schmitt）は『憲法学』（Verfassungslehre）で、実定的意味のVerfassungと、法的概念としてのVerfassungsgesetz（憲法律）の区別を強調した。また、カール・シュミットは絶対的意味の憲法という概念を認めた。この絶対的意味の憲法は具体的存在面と根本法的規律面にこれを大別され、前者はさらに1.特定の国家の政治的統一及び社会的秩序の具体的な総体的状態、2.政治的及び社会的秩序の特別の様式（支配の形体または国家形体）、3.政治的統一の動態的な生成の原理の3つに分類されるとした。

## 憲法に基づく統治権の信託と抵抗権
イギリスの哲学者ジョン・ロックは1689年に著した「統治二論」（市民政府論）において、統治の構造を自然法論の伝統と社会契約の理論により説明している。
そこでは、立法権や行政権などの統治権が、統治者の武力や外圧によってもたらされるのではなく、生命と財産の保障を望む被治者からの「信託」によって成立すると説いている。遡ること47年前の1642年にトマス・ホッブズが「市民論」で持ち出した自然状態での「万人の万人に対する闘争」を避けるために、必然的にコモンウェルス（commonwealth）への移行が要請されることとなる。コモンウェルスの主権としては、立法権・行政権と連合権（外交権）の三権分立が挙げられ、立法権こそが基軸であるとしている。
またロックは、当時主流であった国王が立法権と執行権の両方を握る「絶対王政」を否定して、
- 議会が立法に携わる必要があり、議員は議会の制定した法に自ら服さなければならない
- 統治権者は同意なしに被治者の財産を奪えず、議会が課税同意権を基礎づける

といった点を論じているが、他方で行政権を行使する国王は、立法権への拒否権を持ち、刑罰法の執行の緩和・停止の権力を与えられるものと説いている。そのうえで行政権と立法権の双方向のチェックを期待しつつ、人民（people）による「信託」という人民主権の概念を行政府も立法府も侵害した場合に対して、ホッブズが唱えていた「抵抗権」を発展させた「革命権」を提起した。もっとも、統治権の変更を求めるような革命権の行使には相当の条件が必要ともしている。

この後、ロックの論を背景として立憲主義が発展し、「国民の信託に基づいた憲法の制定経緯」「連邦主義」「立法権など三権の分立」「抵抗権に先立つ憲法改正」「統治権者の憲法擁護義務」などを明文化した世界最初の共和政原理に基づいたアメリカ合衆国憲法が1788年に発効されている。

## 法的意味の憲法の多義性

### 形式的意味の憲法と実質的意味の憲法
19世紀後半から20世紀にかけゲオルグ・イェリネック（Georg Jellinek）などに代表される法実証主義の公法学者によって、事実的な意味での憲法概念を除く法的意味の憲法は、実質的意味の憲法と形式的意味の憲法に整理されるようになった。実質的な意味の憲法と形式的な意味の憲法の区別はほぼそのまま日本の憲法学に取り入れられた。
形式的意味の憲法とは「憲法」という名前で呼ばれている成文の法典を意味し、実質的意味の憲法とは多くの成文法や不文法の内容として存在する国家の基礎法全体を意味する。諸国にほぼ共通する現象として、実質的意味の憲法のすべてが成文化されているわけではなく、下位の法規範（法律や命令）で規定されたり、判例や憲法慣習によって補充されている。日本の憲法学では、憲法の解釈をめぐり、厳格な法理論解釈を訴求する理論派の京都学派#京都学派（憲法学）（憲法学会）と、判例や憲法慣習の補充に重きを置く現実主義の東京学派が二大学派となっている。
実質的意味の憲法には含まれないと考えられる事項が当該国家の特殊な事情や憲法制定者の意向のもとで形式的な意味の憲法に盛り込まれることがある。形式的な意味の憲法に含まれるものの実質的な意味の憲法に含まれないものとしては、「出血前に麻酔させることなく動物を殺すこと」を禁止したスイス憲法旧25条の2がしばしば引用されるが、樋口陽一によれば、これはユダヤ教徒の慣行を禁止することを目的とした規定であり、実質的な意味の憲法に含まれる。

### 固有の意味の憲法と立憲的意味の憲法
固有の意味の憲法とは、国の統治の基本に関する国家の基礎法をいう。国家はいかなる社会経済構造をとる場合でも必ず政治権力とそれを行使する機関を必要とするから固有の意味の憲法は国家が存在するところには必ず存在する。
これに対して1789年のフランス人権宣言16条が「権利の保障が確保されず、権力分立（三権分立）が定められていない社会は、すべて憲法をもつものではない」と述べているように、専断的な権力を制約して権利を保障することこそ最も重要な憲法の目的と考えられるようになり、政治権力を制限する規範体系・規範秩序を内容とする憲法を「立憲的意味の憲法」あるいは「近代的意味の憲法」という。
なお、国の基礎法である憲法は、実定法の体系では公法に属する法である。

### 樋口陽一による用法
樋口陽一によれば、「実質的意味の憲法」とは、いかなる社会でも問題となる基本的な統治制度の構造と作用を定めた法規範の総体を意味する。
そのうち、何らかの一定の形式上の標識を備えた法規範を「形式的意味の憲法」と呼ぶ。さらに、その上で特定の実質内容をそなえた法規範を「近代的または立憲的意味の憲法」と呼ぶ。

## 憲法の分類

### 形式による分類
| 類型                   | 該当するもの |
| ---------------------- | --- |
| 成文憲法（成典憲法）   | 憲法典として制定された憲法。第二次世界大戦後では、多くの国は成文憲法を有する。 - 憲法の条文数は平均で140少々となっている。多いのはユーゴスラビア（406箇条）、インド（395箇条）。少ないのはインドネシア（37箇条）などがある。 - 最短はヴィシー政権の憲法「1940年7月10日の憲法的法律」で、「全権力をペタン将軍に委任する」の1箇条しかなかった。 |
| 不文憲法（不成典憲法） | 憲法典として制定されていない憲法。イギリスが代表例である。憲法が成文の単一の法典という形式の法規範では存在せず、議会法などの主要な法律、憲法判例、憲法慣習、憲法習律の総体が実質的意味の憲法である。 |

### 改正手続による分類
| 類型     | 該当するもの                                                 |
| -------- | ------------------------------------------------------------ |
| 硬性憲法 | 憲法改正手続に普通の法律改正以上に厳格な手続を要求する憲法。 |
| 軟性憲法 | 憲法改正が普通の法律改正と同様の手続で行いうる憲法。         |

### 制定主体による分類
制定の主体に着目して憲法を分類することもある。
| 類型     | 該当するもの                                                                                             |
| -------- | --- |
| 欽定憲法 | 君主によって制定された憲法（大日本帝国憲法など）。                                                       |
| 民定憲法 | （直接または間接に）人民によって制定された憲法。                                                         |
| 協約憲法 | 君主と人民により制定された憲法。                                                                         |
| 条約憲法 | 連邦国家の憲法がその構成主体間の条約によって成立した場合のもの（ビスマルク憲法、アメリカ合衆国憲法など） |

## 近代憲法の特色
近代の立憲的憲法は内容面においては人間の権利と自由の保障とそのための国家組織の制度化（具体的には権力分立）によって具体化されるものである。これはグロチウス、ロック、ルソー、モンテスキューなどによる自然権思想や権力分立論などを背景とする。
立憲的憲法は形式面ではほとんどが成文憲法をとっている。その理由は近代合理主義のもとで成文法は慣習法に優ると考えられ、新しい権力関係を樹立するためには新たな政治機構の骨組みを書き留めておく必要があった。また、国家は自由な国民の社会契約によって組織されるという社会契約説のもと、この社会契約を具体化したものこそ根本契約としての憲法であり文書にしておくことが望ましいと考えられたことが成文憲法の発生と普及の大きな要因となった。
また、立憲的憲法は性質面では一般に法律よりも改正が難しい硬性憲法となっている。憲法は権力（特に立法権）を法的に制限することによって不可侵で不可譲の自由を保障する普遍的な実質的価値を内在するものだからである。ただし、フランスの憲法思想ではフランス人権宣言6条が「法は一般意思の表明である」という考え方が強く憲法と法律との区別は徹底されてはいなかった。これに対しアメリカの憲法思想は独立時にイギリス議会や州議会による不当な権利・自由に対する制限への反発が強く、立法権への不信から立法権は制限されるべきと考えられ、憲法と法律との区別がフランスやドイツよりもはるかに明確に現れることとなった。
近代憲法の多くは人権規定と統治機構の両面で構成される。人権規定については、その後、環境権、プライバシー、知る権利など、新しく生まれた概念が盛り込まれた憲法も多い。

## 最高法規性と国法秩序

### 形式的最高法規性
憲法が国法秩序の段階構造で最も強い形式的効力をもつ規範であることは通常の法律改正よりも難しい憲法改正手続きが要求される硬性憲法のもとでは当然のことである。そこで憲法の最高法規たる本質は憲法が実質的に法律とは異なる点に求める必要があり、それが次の実質的最高法規性である。

### 実質的最高法規性
憲法の最高法規性の実質的根拠は、憲法が自由の基礎法として、人間の権利・自由をあらゆる国家権力から不可侵なものとして保障するという理念に基づきその価値を規範化したものという点にある。
憲法の実質的最高法規性を重視する立場では、人権体系を憲法の根本規範と解し、憲法規範には価値序列があることを認める。
なお、一部のイスラム教国ではイスラム教の教典であるクルアーンが憲法と位置づけられている。1992年3月のサウジアラビアでは統治基本規則第1条で「憲法はクルアーンおよびスンナとする」と定められており、イスラム教の教典が不文憲法となっている国である。このため、いかなる手続きをもってしても、絶対に憲法を改正することはできない。

## 法律との関連
多くの近代国家では法律は憲法の規定を満たす範囲で公布されるため、初等的な法学の教書では「憲法は法律の法律である」等と説明される。より一般的には上述したような歴史的経緯などから、多くの国では、憲法は「国民が国家に守らせる法」であり、法律は「国家が国民に守らせる法」であると捉えられている。このような解釈により、国民主権の国では必然的に憲法は法律よりも優先される法となるため、結果的に法律は憲法に基づくことが必要となる。

## 著名な憲法学者
- ゲオルグ・イェリネック（ドイツ）
- ハンス・ケルゼン（オーストリア）
- カール・シュミット（ドイツ）
- ルドルフ・スメント（ドイツ）
- コンラート・ヘッセ（ドイツ）
- パウル・ラーバント（ドイツ語版）
- パウル・キルヒホフ（ドイツ語版）
- ディーター・グリム（ドイツ語版）
- エルンスト＝ヴォルフガング・ベッケンフェルデ（ドイツ）
- ローレンツ・フォン・シュタイン（ドイツ）
- クラウス・シュテルン（ドイツ）
- フィリス・シュラフリー（アメリカ）
- アルバート・ヴェン・ダイシー（イギリス）
- ホルスト・エームケ（ドイツ）
- アデマール・エスマン（フランス）
- レオン・デュギー（フランス）
- クリストフ・メラース（ドイツ）
- エルンスト・フォルストホフ（ドイツ）
- フーゴー・プロイス（ドイツ）
- ヘルマン・ヘラー（ドイツ）
- レイモン・カレ・ド・マルベール（フランス）